# Celler Dickstiel
Der ‘Celler Dickstiel’, auch bekannt als ‘Krügers Dickstiel‘ und ‘Woltmann's Reinette’, sowie unter weiteren Synonymen, ist eine alte Tafelapfelsorte der Gruppe Reinette. Die Sorte wurde 2002 Streuobstsorte des Jahres in Norddeutschland.

## Herkunft
Johann Georg Conrad Oberdieck zufolge stammt der Apfel aus der Laffert'schen Baumschule zu Lehsen in Mecklenburg des in Celle geborenen Ludolph Friedrich von Laffert. Ein Baum wurde nach Zeven verpflanzt und später Früchte davon von dem Zevener Amtsrentmeister Johann Heinrich Ludolph Woltmann (1795–1861) zur Bestimmung an Oberdieck gesandt. Da die Sorte bisher bei Pomologen unbekannt war, benannte Oberdieck sie Woltmann zu Ehren „für seine Verdienste um die Obstbaumzucht“ als Woltmanns Reinette. Die Herkunft der Bezeichnung Celler Dickstiel ist unbelegt. Die von der Deutsche Gartenbau-Gesellschaft herausgegebene Zeitschrift Gartenflora nennt 1906 den Celler Dickstiel, kurzweg auch einfach Dickstiel, dessen gebräuchlichste Bezeichnung jedoch Krügers Dickstiel sein soll. Walter Poenicke zählte 1922 sowohl den Celler Dickstiel als auch den Krügers Dickstiel in seiner Vorschlagsliste der „Reichsobstsorten“ auf.

## Eigenschaften
In Deutschlands Apfelsorten (1889) von Theodor Engelbrecht wird Woltmann's Reinette in der Klasse X. Rothe Reinetten, der Ersten Gruppe, Gestreifte Rothe Reinetten zugeordnet, mit einer „Schale sonnenwärts gerötet, immer deutlich dunkler gestreift.“ [...] „Die Gestalt ist oft etwas kleiner, abgestumpft rundlich bis fast flachrund.“ [...] „Der Stiel holzig, dünn bis mitteldick, etwa 12 mm lang, braun, flaumig. [...] Die Schale glatt, etwas glänzend, gelblichgrün, später grünlichgelb bis fast hellgelb, sonnenwärts meisten leichter, röthlicher, etwas streifiger Anflug.“ [...] „Das Fleisch weisslich, fein, ziemlich mürbe, saftig, reinettenartig gewürzt, vorherrschend, angenehm wenig, genügend süss“.
Nach Walter Hartmann sind die Früchte rund und mittelgroß. Die Grundfarbe der Schale reicht von grün-gelb bis grau, nach der Reife ist sie mit orangen und roten Tönen marmoriert oder gestreift. Das Fruchtfleisch ist weiß. Charakteristisch ist für diese Sorte auch der kurze dicke Fruchtstiel.  Der Geschmack wird als süßsäuerlich und aromatisch beschrieben.
Die Ernte findet im Oktober statt, genussreif ist der ‘Celler Dickstiel’ dann von Dezember bis Februar.
Der Baum gilt als anspruchslos und ist auch für Lagen geeignet, in denen Spätfrost vorkommt, da die Sorte erst sehr spät blüht. Der Ertrag ist regelmäßig und hoch. Es besteht eine geringe Anfälligkeit für Schorf, Mehltau tritt dagegen häufiger auf. Außerdem kann Stippe vorkommen.

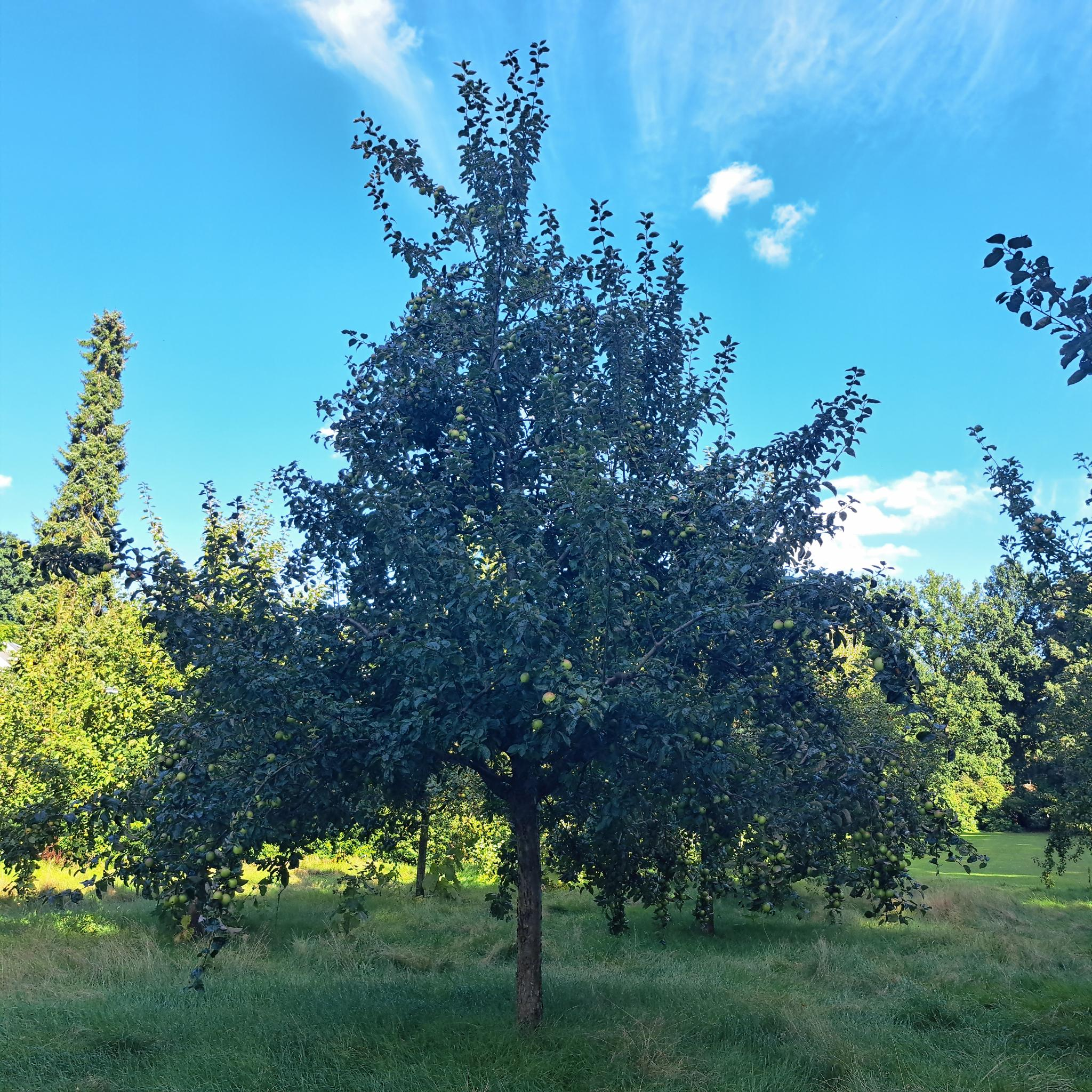
Celler Dickstiel Apfelbaum (2025)
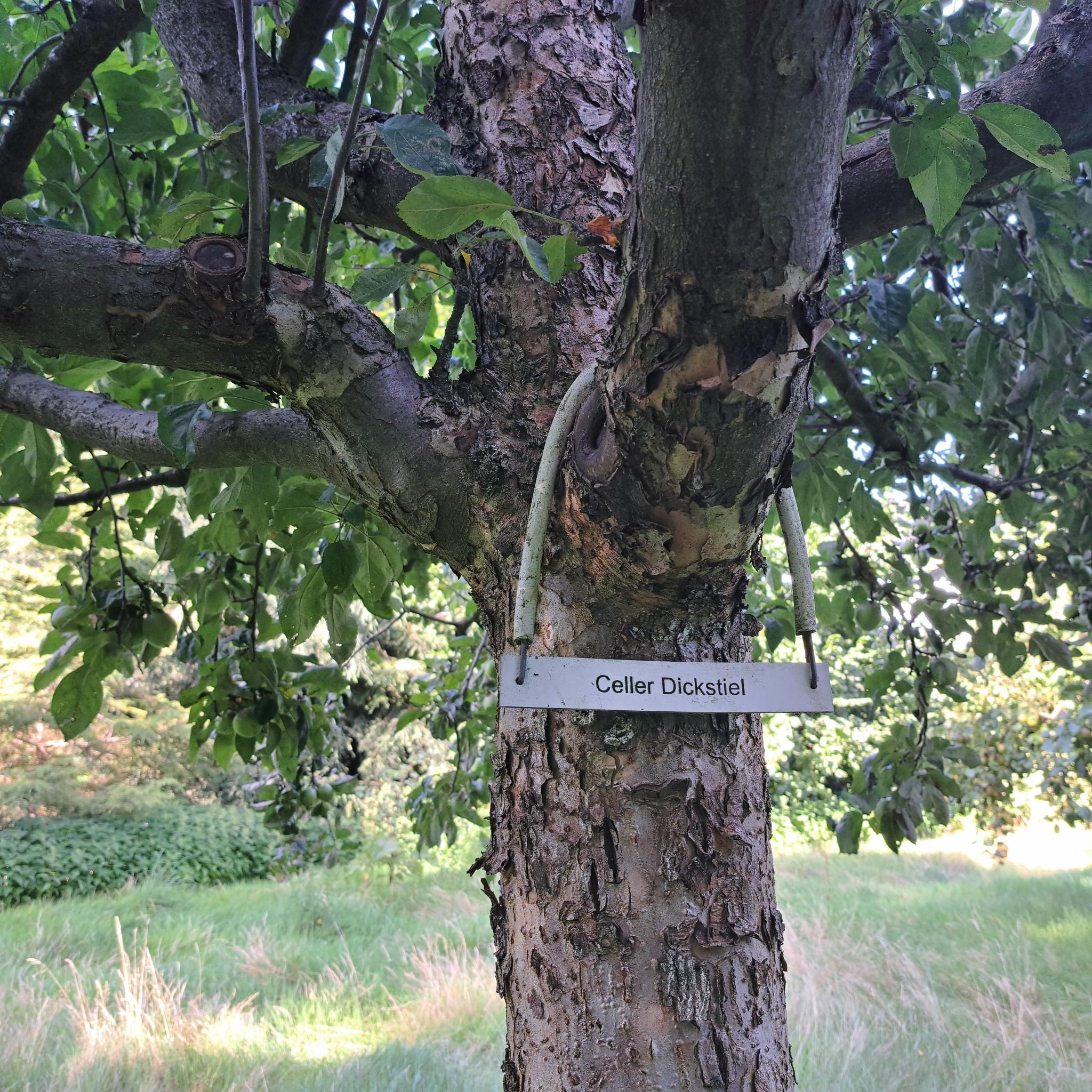
Celler Dickstiel Stamm (2025)
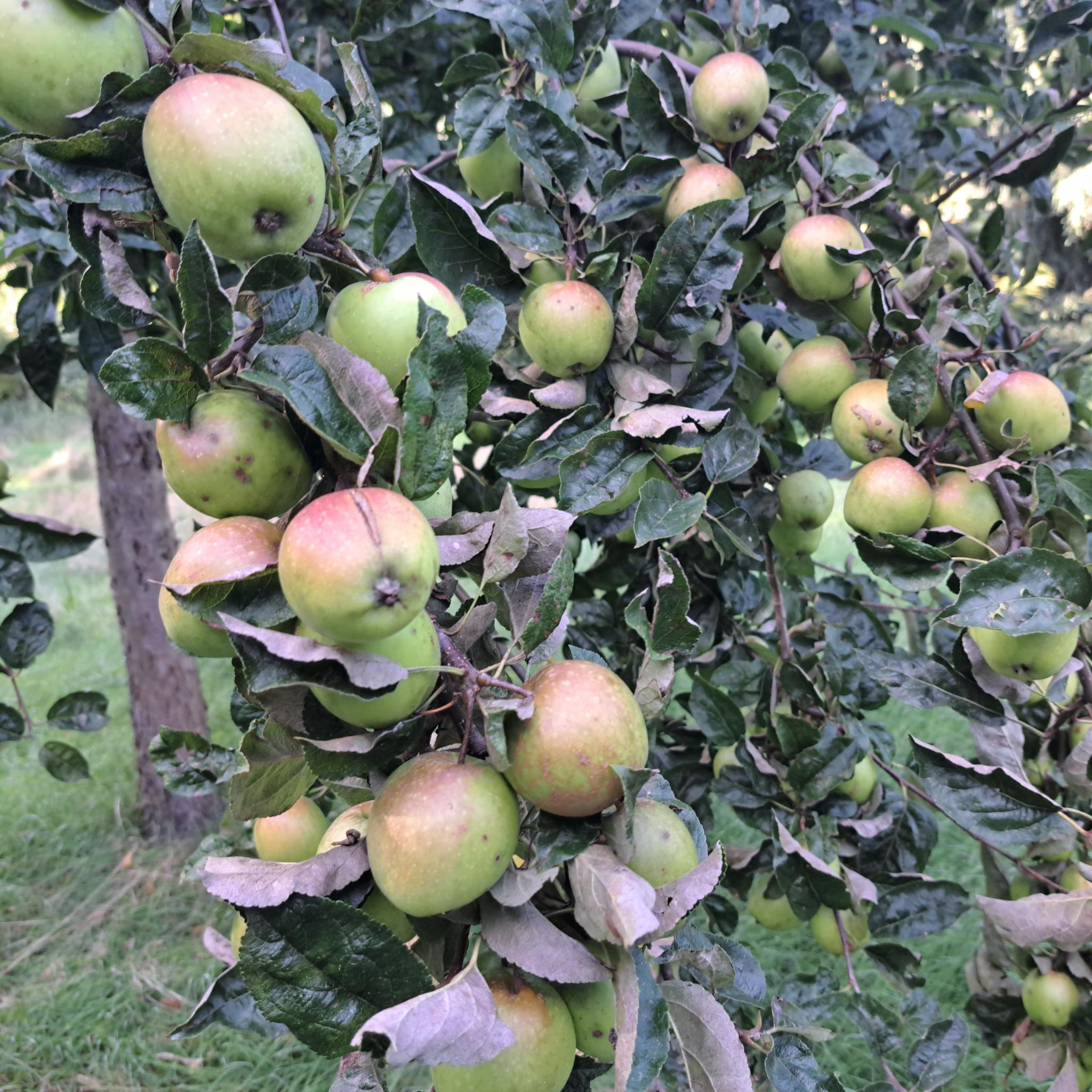
Celler Dickstiel Früchte (2025)
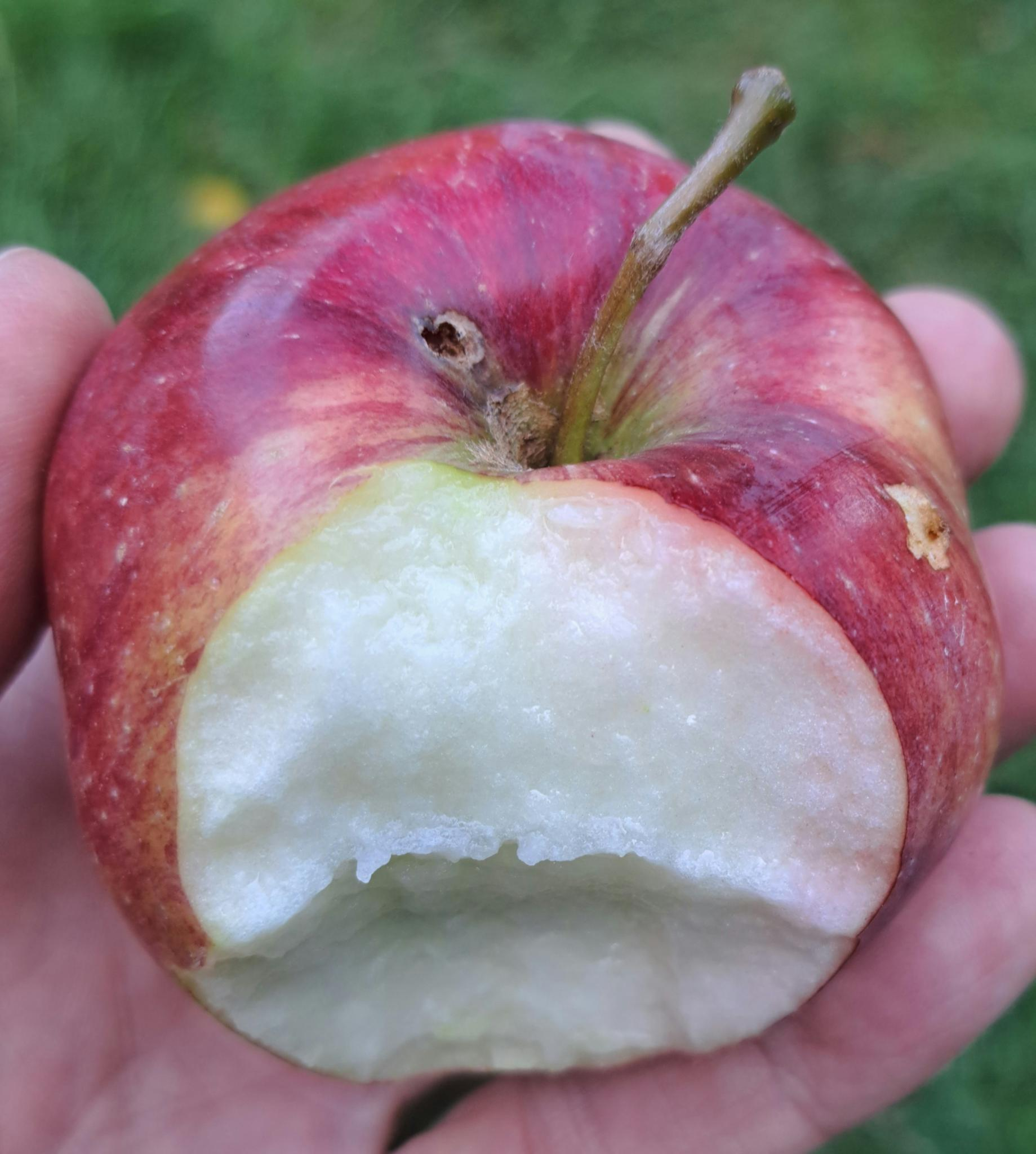
Celler Dickstiel mit Fruchtfleisch im Anbiss (2025)